# 藤井哲
藤井 哲（ふじい てつ、1931年 - 2011年3月21日） は、日本の機械工学者。九州大学名誉教授。元日本伝熱学会会長。元日本熱物性学会会長。

## 経歴
1931年、福岡県生まれ。1947年に福岡県立朝倉中学校（現福岡県立朝倉高等学校）を卒業。1950年、山口高等学校卒業。九州大学工学部機械工学科に進み、大学では山縣清に師事した。1953年に卒業。卒業後は九州大学大学院に進み、1956年に研究奨学生前期修了すると、電力中央研究所技術研究所研究員となった。
1960年、九州大学に『自由対流熱伝達に関する研究』を提出して工学博士の学位を取得。1961年、九州大学生産科学研究所助教授。1967年、九州大学生産科学研究所教授に昇進。1985年からは九州大学生産科学研究所長をつとめ、九州大学評議員となった。1989年からは日本伝熱学会会長、日本熱物性学会会長。1991年からは九州大学機能物質科学研究所長、九州大学評議員。1994年に九州大学を定年退官し、名誉教授となった。その後も東亜大学教授として教鞭をとった。

## 受章・受賞
- 1972年：日本機械学会論文賞[2]
- 1974年：日本機械学会論文賞[2]
- 1978年：日本冷凍協会賞[2]
- 1993年：日本機械学会熱工学部門賞功績賞（研究技術功績賞[2]
- 2011年：正四位瑞宝中綬章 [8]

## 著書
- 『伝熱工学の進展 1,2,3,4』（共著）養賢堂 1973年
- 『応用熱学入門』裳華房 1998年
- 『膜状凝縮熱伝達』九州大学出版会 2005年